# لوئیس بوروتو
لوئیس بوروتو (انگلیسی: Luis Borroto؛ زادهٔ ۴ اوت ۱۹۸۲) بازیکن بیسبال اهل کوبا است.